# Liste der Monuments historiques in Palluau
Die Liste der Monuments historiques in Palluau führt die Monuments historiques in der französischen Gemeinde Palluau auf.

## Liste der Bauwerke
| Bezeichnung  | Beschreibung                  | Standort | Kennzeichnung | Schutzstatus | Datum | Bild           |
| ------------ | ----------------------------- | -------- | ------------- | ------------ | ----- | -------------- |
| Schlossruine | Erbaut ab dem 13. Jahrhundert | (Lage)   | PA00110195    | Inscrit      | 1998  | weitere Bilder |